# José Antonio Paoli Bolio
José Antonio Paoli Bolio (Mérida Yucatán, México, 1948) es un sociólogo, académico, escritor y profesor mexicano.

## Biografía
Estudió la licenciatura en Comunicación, la Maestría en Sociología y el Doctorado en Ciencias Sociales, todo en La Universidad Iberoamericana. Realizó estudios de posdoctorado en el Instituto Lonergan del Boston College, Mass, en el año académico 1996-1997. Fue maestro de asignatura en la Universidad Iberoamericana, campus México D. F, por 20 años en la Licenciatura y en la Maestría en Comunicación entre el año de 1975 y el 2000. Desde 1977 es profesor de tiempo completo en la Universidad Autónoma Metropolitana (UAM, unidad Xochimilco), en el Departamento de Educación y Comunicación, así como los posgrados Maestría en Desarrollo Rural, Maestría en Planeación y Desarrollo de la Educación, Doctorado en Desarrollo Rural y en el Doctorado en Relaciones Sociales. 
Por más de tres décadas ha asesorado, coordinado e impartido pláticas, cursos, seminarios y diplomados para más de 30 universidades de México y Guatemala. Ha coordinado más de diez proyectos de investigación, tanto de campo como de gabinete, sobre temas sociales,  educativos, sociolingüísticos y culturales.
Es miembro de la Academia Mexicana de la Investigación Científica, del Programa Interdisciplinario de Investigación "Desarrollo Humano en Chiapas" de la UAM y del Programa Infancia de la misma universidad. Es miembro del Sistema Nacional de Investigadores, nivel 2. Fue miembro de la Junta Directiva de la  Universidad Politécnica de Chiapas, nombrado por el Secretario de Educación Pública, desde el año 2005 al año 2012.  
Entre 1995 y 2002, el Dr. Paoli fue observador de derechos humanos en la zona de conflicto, enviado en diez ocasiones a las cañadas de Ocosingo, Chiapas, por el Centro de Derechos Humanos Fray Bartolomé de las Casas. De 1998 a 2001 fue coordinador del Comité de Derechos Humanos Fray Pedro Lorenzo de la Nada, AC., en la misma región, con sede en la ciudad de Ocosingo, Chiapas. En el Fray Pedro impartió cursos de capacitación, talleres y seminarios. Actualmente pertenece al Consejo Consultivo del esta misma organización.
Ha coordinado diversos programas educativos a nivel universitario y a nivel de la educación básica. Aplicó la pedagogía Freinet, en tres escuelas tzeltales de las rancherías del pueblo de Bachajón, Chiapas, en el año escolar 1973-1974. Ha desarrollado el programa Jugar y Vivir los Valores, (http://jugaryvivirlosvalores.xoc.uam.mx/), que se empezó a construir en lengua tzeltal en el año 1998, con el fin de promover la paz en la zona de conflicto. En el año 2000 este mismo programa, ya en lengua castellana, se aplicó primero a nivel preescolar y a partir de 2004 en primaria. Pronto se expandió a más de 3000 escuelas primarias del Estado de Chiapas principalmente. Jugar y Vivir los Valores presenta más de 200 cuentos originales, juegos y canciones, cuenta con más de 700 situaciones didácticas para la primaria y 280 canciones originales del programa , disponibles gratuitamente en la página  http://enloszapatosdelotro.com.mx/ Archivado el 21 de septiembre de 2016 en Wayback Machine. .    
Actualmente ha empezado a desarrollarse una nueva versión de los libros anteriores de este programa, con el nuevo nombre  Jugar y Vivir Ciencia y Valores, en coordinación con Escuelas de Tiempo Completo de la Secretaría de Educación del Edo. de Chiapas y la UAM, dentro del Área de Investigación "Educación y Comunicación Alternativa" (http://www.educoma.org/ Archivado el 24 de julio de 2010 en Wayback Machine.)

## Libros publicados
- Comunicación e información: perspectivas teóricas, Trillas, México DF., México, 1975 (varias ediciones y más de 30 reimpresiones).
- Comunicación publicitaria, Trillas, México DF., México, 1988 (5 reimpresiones).
- La lingüística en Gramsci, Premiá, México DF., México, 1982 (4 reimpresiones).
- Cárdenas y el reparto de los henequenales, Gobierno del Edo. de Yuacatán, Mérida, México, 1986.
- Educación y solidaridad en la pequeña comunidad tzeltal, Textos Ak'Kutan, Cobán, Guatemala, 1999.
- Comunicación y juego simbólico: relaciones sociales, cultura y procesos de significación, Libros del Umbral, México DF., México, 2002.
- Jugar y vivir los valores en la educación básica, Vol. Uno, SECH y SE, Tuxtla Gutiérrez, México, 2002.
- Jugar y vivir los valores en la educación básica, Vol. Dos, SE, Tuxtla Gutiérrez, México, 2002.
- Educación, autonomía y lekil kuxlejal: aproximaciones sociolingüísticas a la sabiduría de los tseltales, UAM-X y Comité de Derechos Humanos Fray Pedro Lorenzo de la Nada, AC., México DF., México, 2003 Archivado el 5 de marzo de 2009 en Wayback Machine..

* Jugar y Vivir los Valores en 1º de primaria, SE Chiapas y UAM, Tuxtla Gutiérrez, México, 2004.
- Jugar y Vivir los Valores en 2º de primaria, SE Chiapas y UAM, Tuxtla Gutiérrez, México, 2006.
- Jugar y Vivir los Valores en 3º de primaria, SE Chiapas y UAM, Tuxtla Gutiérrez, México, 2004.
- Jugar y Vivir los Valores en 4º de primaria, SE Chiapas y UAM, Tuxtla Gutiérrez, México, 2007.
- Jugar y Vivir los Valores en 5º de primaria, SE Chiapas y UAM, Tuxtla Gutiérrez, México, 2005.
- Jugar y Vivir los Valores en 6º de primaria, SE Chiapas y UAM, Tuxtla Gutiérrez, México, 2007.
- Pedagogía del Mutuo Aprecio: Didácticas del programa jugar y vivir los valores, En los zapatos del otro, México, 2014 https://www.academia.edu/39709937/PEDAGOG%C3%8DA_DEL_MUTUO_APRECIO
- Comuidad educativa y equidad, D.R. LXIII Legislatura de la H. Cámara de diputados, 2017. https://www.academia.edu/39683595/Comunidad_educativa_y_equidad